# باب الساحة (رواية)
باب الساحة رواية للكاتبة والروائية الفلسطينية سحر خليفة. صدرت الرواية لأول مرة عام 1990 عن دار الآداب للنشر والتوزيع، وتقع في 224 صفحة، تصوّر فيها حياة الفلسطينين في الضفة الغربية خلال الانتفاضة الأولى مع التركيز على دور المرأة في المجتمع ومشاركتها في النضال الوطني. تم اختيار الرواية ضمن أفضل مئة رواية عربية صدرت حتي نهاية القرن العشرين وذلك من قبل أتحاد الكتاب العرب تُرجمت الرواية إلى اللغة الإنجليزية عام 2020.

## الملخص
تأتي رواية باب الساحة من واقع معاناة شعب فلسطين ومن جراحهم الملطخة بالدماء، وتلتقط الكاتبة صور روايتها لتروي للعرب بأسلوبها البسيط المعبر مشاهد تحدث كل يوم خلف هذا الباب الكبير الذي هو صورة لأبواب أخرى تخفى خلفها نفس المعاناة في فلسطين. تدور أحداث الرواية في حي من أحياء نابلس تلتقط الكاتبة صورها من كل البيوت لترسم عبر شخصية الداية زكية ما يحدث من تخريب في بيوت نابلس وحرق ودمار على يد الاحتلال الإسرائيلي، وهي بما ترسم لم تنسى التوقف عند واقع المرأة الفلسطينية المتدهور في محاولة للمقارنة بين حالها اليوم بعد الانتفاضة وحالها قبل ذلك أيام العز حيث لم يكن للدمعة في عيونها طريق ولا للخوف في ملامحها تعبير.
تدور معظم الأحداث في منزل سكينة، حيث يختبئ حسام، المقاوم المصاب وابن أخ الداية زكية، في بيت سكينة وابنتها نزهة، بعد أن قُتلت سكينة على يد المقاومين بتهمة العمالة لإسرائيل. يجد حسام نفسه مجبرًا على اللجوء إلى نزهة، رغم رفضه السابق مساعدتها في تبرئة نفسها ووالدتها، وفي هه الأثناء تزور سمر نزهة بدافع التعاطف معها رغم اتهام والدتها بالعمالة، لكن أثناء الزيارة يُقتل جندي إسرائيلي، فيفرض حصار على الحي، ليجد حسام وسمر نفسيهما محتجزين في منزل نزهة. تسخر نزهة من الموقف قائلة أهلا وسهلا، صرنا ثلاثة، مع تدهور حالة حسام وعدم توفر الإسعاف، تستدعي الفتاتان الداية زكية، ليجتمع في المنزل أربعة شخصيات متناقضة، الداية زكية، رمز الحكمة، سمر، الفتاة المثقفة المؤمنة بدور المرأة في الثورة، نزهة، الفتاة الهامشية الساخرة، وحسام، الثائر المنشق عن عائلته الغنية.

## الشخصيات
- الست زكية:داية الحارة.
- حسام: أحد المقاومين.
- سكينة:امرأة متهمة بالعمالة لإسرائيل.
- نزهة: ابنة سكينة.
- سمر: بنت الحى الجامعية التي تقوم بعمل بحث حول الانتفاضة.[1]

## تعليقات
ثمة العديد من تعليقات وردود أفعال النقاد والقراء حول رواية باب الساحة والتي نذكر منها:
- الرواية رغم بساطتها الشديدة من أروع ما قرأت في الأدب الفلسطيني منذ رجال في الشمس لغسان كنعاني، والرواية نشرت إبان الضعف في الانتفاضة الفلسطينية الأولى، وعلى غير المعهود عند الحديث عن الانتفاضة، فرواية باب الساحة تقدم الانتفاضة من وجهة نظر جديدة ومختلفة فليست هي قصص شباب الحارة والمقاومين الهائمين في الجبال، وإنما قصة محنة المرأة الفلسطينية والتي ازدادت مرارتها مع الانتفاضة فأصبحت مقسمة بين دافع التضحية من أجل الوطن وبين الخوف على الابن والأخ والحبيب، كما أن الكاتبة لا تخجل من تقديم نقد ليس فقط للمجتمع الفلسطيني ولكن أيضاً للانتفاضة والمقاومة.[6]
- إحدى الروايات المبكرة لسحر خليفة، وهي بزخمها السياسي شبيهة بروايتيها السابقتين الصبار وعباد الشمس، وتتربع سحر خليفة علي عرش الرواية الفلسطينية وتنافس بجدارة مع أفضل الروائيين والروائيات العرب، ويمكن اعتبارها روائية فلسطين الأولى، وهناك موضوعان لا يفارقان كتابات سحر خليفة، وهما دائماَ متداخلان ومتشابكان بحيث لا تستطيع أن تفصل أحدهما عن الآخر شعب مُحتَل ويقاوم، وامرأة مُحتلة وتقاوم ضد هيمنتين، هيمنة الاحتلال الصهيوني المتغطرس، وهيمنة الثقافة الذكورية المستبدّة. وفي رواية باب الساحة يتجسد هذا التداخل بأبهى صوره في رد فعل المرأة على اختزال أنوثتها إلى رمز وطني للأرض والكرامة، فتصرخ بسخرية لاذعة، اصْحَ يا شاطر! أنا لستُ الأم ولستُ الأرض ولستُ الرمز، أنا إنسانة، آكل وأشرب، أحلم، أخطئ، أضيع، أموج وأتعذب وأناجي الرّيح. أنا لستُ الرمز، أنا المرأة.[2]

## اقتباسات
- أيام ذهبية كالميلاد يولد المرء في الثورة مئة مرة، ويموت الوفاً لا تحصى. والثورة ليست كالصاروخ، بل نهر سيال يتدفق أحياناً ينخسف الإمداد ويشح المطر ولا يهطل ويمر النهر بوقت عصسب، ويبدو رفيعاً مهزوزاً كخيوط الحرير، وأحيانا يندفع كالبركان هائج يكسح ويضج ويتكسر. يا فيض الرب يا غضب الأرض يا غضبًا موقوتاً كالاعصار ثم الدوران ثم الدورة ويعود كخيط يتأرجح وتعود الثورة للواقع وتعود الصخرة تتدحرج لمهاوي الواد ويعود سيزيف إلى حمله.
- وناولها ثاني قصيدة، فتحتها، قرأتها، وطوتها ثم ابتسمت، سألها بخوف ألا تعجبك؟ قالت: لا بأس، أحسن من الأولى، ولكن بعد؟ بعد، وماذا بعد؟ قالت: بعد صغيرة، من هي الأولي أم الثانية؟ قالن بعتاب:: بل الفكرة . يا ابني يا شاطر في الأولى أنا كنت الأم، والآن، أنا كنت الأرض وغداً طبعاً أكون الرمز، اصح يا شاطر، أنا لست الأم، ولست الأرض ولست الرمز، أنا إنسانة. آكل أشرب أحلم أخطئ أضيع أموج وأتعذب وأناجي الريح. أنا لست الرمز، أنا المرأة." قال بإحساس: "بل أنت سحاب." ضحكت بكل نواجذها وهمست بجبين مرفوع: "وأنت المشتاق للآفاق".[4]